# Ожогіно (озеро)
Ожогіна — мілке прісноводне озеро в Абийському улусі Якутії (на межі з Аллаїхівським улусом), найбільше в улусі. Розташоване в Абийській низовині біля південних схилів Полоусного кряжа. Площа 157 км². Замерзає в кінці вересня, скресає на початку червня. З озера витікає річка (протока) Ожогін (ліва притока Індигірки). Живлення снігове і дощове.
Постановою Уряду Республіки Саха від 6 березня 1996 р N 95 в 1996 році створено ресурсний резерват республіканського значення «Озеро Ожогіна» в адміністративних межах Абійського і Аллаїховського улусів без обмеження терміну дії. Загальна площа території 203 756,0 га. Природоохоронна зона була створена для охорони іхтіофауни озера, збереження і відтворення шляхів міграції сигових риб протокою Ожогіна в період нересту, коли риба масового заходить з річки ІндигІрки в озеро, а потім виходить назад. Також озеро сприяє збереженню водоплавної дичини, хутрових звірів і диких копитних тварин, рідкісних птахів і місць їхнього проживання. На озері є рідкісні види рослин. Підтримується загальний екологічний стандарт озера.